# Bendix Corporation

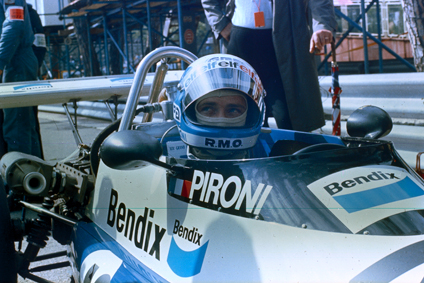
Didier Pironi in occasione del vittorioso Gran Premio di Monaco di Formula 3 nel 1977 con sponsor principale la Bendix

La Bendix Corporation fu una società statunitense attiva nel settore dell'industria automobilistica, industria elettronica e industria aerospaziale.

## Storia

### Origini
Il fondatore fu Vincent Hugo Bendix il quale iniziò nel 1914 a collaborare con il costruttore di freni per biciclette Eclipse Machine Company di Elmira (New York). Bendix ebbe l'esclusiva dichiarando l'invenzione come "a New York device for the starting of explosive motors." La commercializzazione di una vite a basso costo con tripla filettatura permise a Bendix di iniziare il giro di affari nel settore dei mezzi di trasporto.
Bendix Corporation nacque ufficialmente nel 1924 a South Bend (Indiana). Fabbricava freni per automobili e camion, fornitrice della General Motors e di altri costruttori. Bendix fabbricò freni idraulici e pneumatici a vuoto TreadleVac. Nel 1924 Vincent Bendix acquisì i diritti dal francese Henri Perrot per il freno a tamburo.

### Automotive
General Motors Corp. comprò azioni per il 24% della Bendix nel 1924, per mantenere il contatto diretto con lo sviluppo dei prodotti Bendix anche nel settore aviazione. Bendix negli anni '20 deteneva diversi brevetti per dispositivi montabili su automobili, come freni, carburatori e motorini di avviamento. Acquisì la Bragg-Kliesrath a fine anni '20. 
Nel 1942 Ernest Breech divenne presidente della Bendix, proveniente dalla General Motors Corp., e riorganizzando l'azienda, attrasse la curiosità di Henry Ford II che lo invitò a entrare in Ford Motor Company.
Nel 1940 Bendix fatturò circa 40 milioni di US$, e nel 1948 General Motors vendette le sue azioni Bendix.
Nel 1956, Bendix introdusse "Electrojector", un vero sistema di iniezione elettronica multipoint, installato dal 1958 su diversi modelli Chrysler Corporation.
Negli anni '60 i freni Bendix iniziarono a calare nelle vendite superati dal nuovo freno a disco e dal sistema "Duo-Servo", che divenne uno standard industriale per i freni a tamburo; iniziò anche a produrre trasmissioni per biciclette "Kick-Back" e con freno a tamburo.
Nel 1971, Bendix introdusse il primo sistema anti bloccaggio sulla Chrysler Imperial. Nel 2014, Honeywell vendette Bendix come marchio automotive alla MAT Holdings.
I freni Bendix fino al 1987 contenevano amianto (così come quelli di altri produttori, prima dell'avvento di altro materiale utilizzabile) e la Honeywell affrontò diverse cause legali per l'asbestosi.

### Bendix Pacific

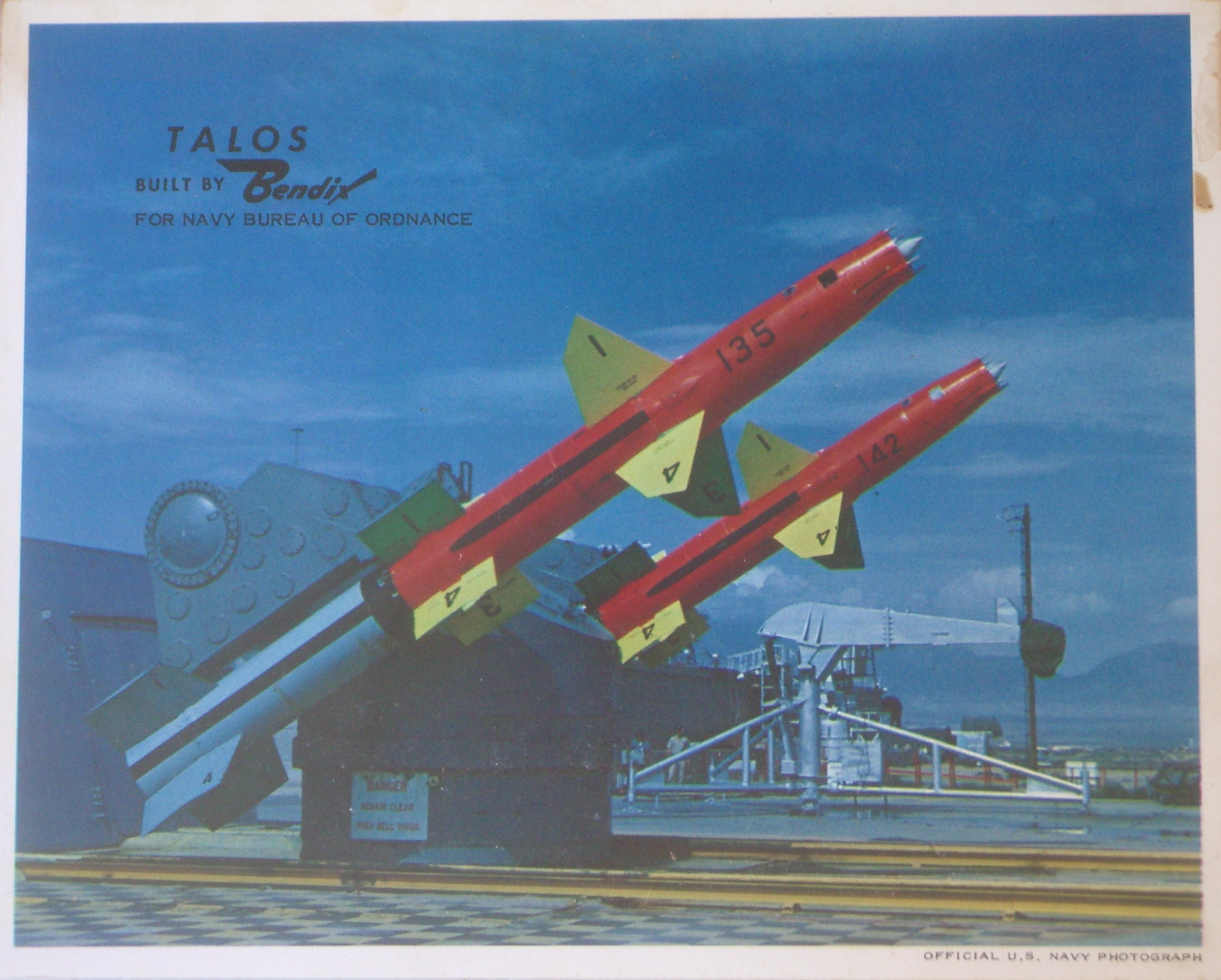
Bendix RIM-8 Talos

Dagli anni '50 la Bendix Pacific progettò e costruì componenti idraulici per il settore militare, così come avionica e elettronica. Con la nuova sede a Sylmar in California iniziarono le sperimentazioni per i sonar marini. La telemetria per il missile RIM-8 Talos e l'intero montaggio del missile prodotto da Bendix. 
Vennero installate le telemetrie per le stazioni di terra delle prime missioni aerospaziali con l'uomo. Venne sviluppato il primo cardio tacometro e del respiro a distanza, per il controllo dei parametri vitali a terra. Anche il siluro MK46 venne sviluppato qui. Altri prodotti furono i radar antimissile. Negli anni '60 venne sviluppato un sistema frenante per aerei simile al Dunlop Maxaret.

### Bendix Scintilla
Bendix Scintilla costruì connettori elettrici secondo standard MIL, impermeabili e termoresistenti, acquisita poi dalla Amphenol.

### Spettrometri di massa

Bendix MA-2 spettrometro di massa Time-of-Flight

Una collaborazione con Fred McLafferty, Roland Gohlke, William C. Wiley e Daniel B. Harrington della Bendix Aviation permise negli anni '50 di realizzare un gascromatografo e uno spettrometro di massa uniti in uno strumento per gascromatografia-spettrometria di massa. Iniziò quindi a produrre strumenti scientifici come il Bendix MA-2 per la spettrometria di massa a tempo di volo.

### Avionica
Nel 1929 Vincent Bendix entrò nel settore aeronautico con la Bendix Aviation. Bendix forniva di sistemi idraulici, freni e attuatori flap i costruttori; in particolare sviluppò il carburatore Bendix-Stromberg pressure carburetor. Fabbricò anche strumenti di volo.
La Bendix Corporation sponsorizzò la Bendix continental air race dal 1931, il Bendix Trophy.
Durante la seconda guerra mondiale Bendix fabbricò anche radioriceventi militari per velivoli. La Bendix Radio Division fu creata nel 1937. Durante la guerra il 75% degli apparecchi radio sui velivoli americani erano Bandix.

### Armi
Negli anni '50 Bendix collaborò con la United States Atomic Energy Commission a Kansas City, Missouri e Albuquerque, New Mexico.

### Computer

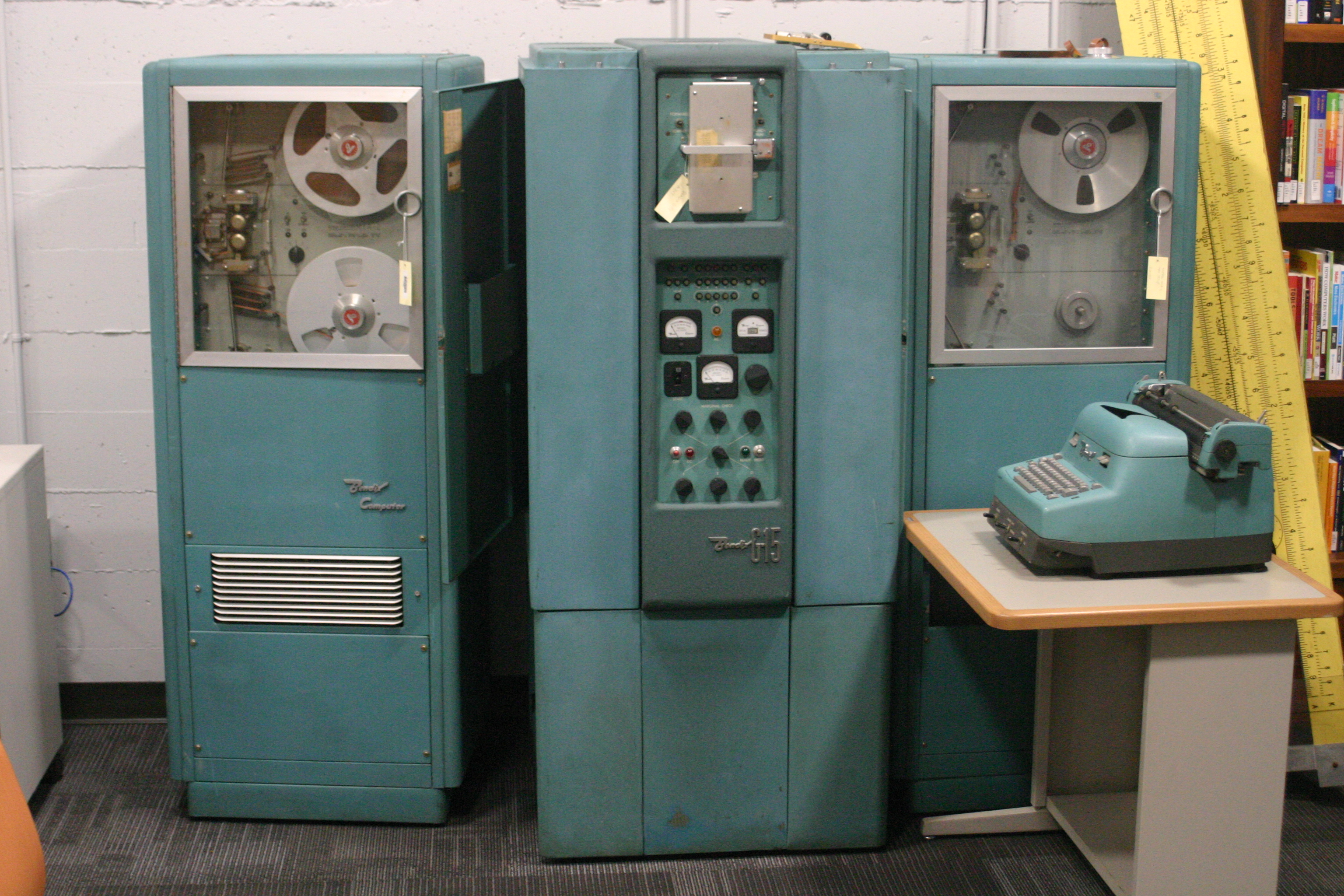
Bendix G-15 computer

Nel 1956, la divisione computer di Bendix Aviation introdusse il Bendix G-15, mini computer. Vennero costruiti e venduti 400 esemplari. La Bendix computer division fu venduta nel 1963 alla Control Data Corporation.
Il progettista del G-15 fu Harry Huskey, che lavorò con Alan Turing al ACE e al SWAC. Huskey era docente alla Università della California - Berkeley.
Durante la seconda guerra mondiale Bendix progettò e fabbricò l'Engine order telegraph per la United States Navy.

### Spazio
Venne progettata e costruita la ST-124-M3 inertial platform usata sul Saturn V Instrument Unit per la NASA.
Nel 1966 la NASA selezionò la Bendix Aerospace Systems Division di Ann Arbor, Michigan per la progettazione e fabbricazione del Apollo Lunar Surface Experiments Package (ALSEP) per il Programma Apollo. Bendix progettò anche il sistema di alimentazione carburante del Lockheed SR-71 Blackbird.

### Elettrodomestici

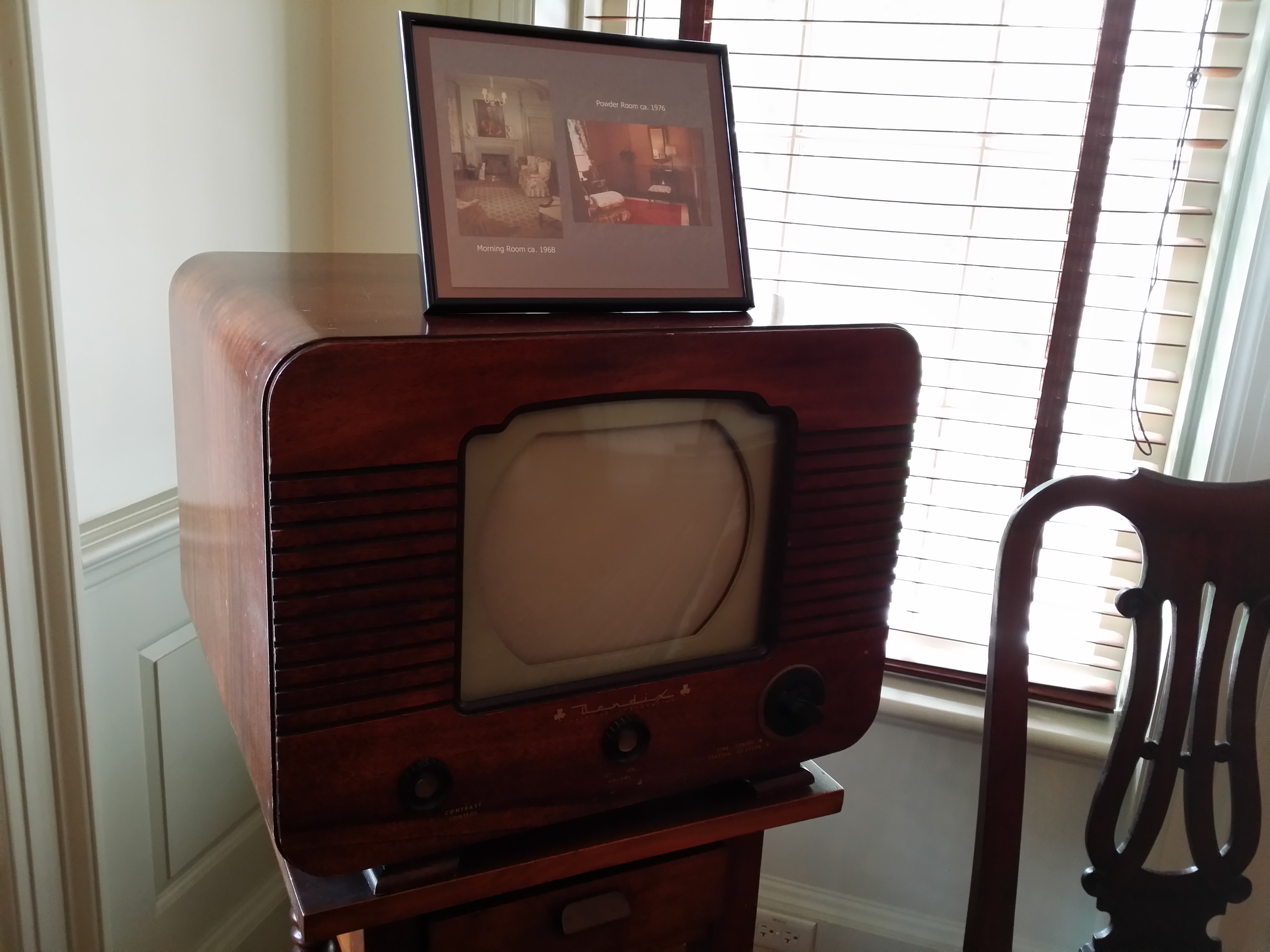
Televisore Bendix

La Bendix non produsse mai lavatrici direttamente, permise nel 1936 di usare il marchio Bendix Home Appliances alla South Bend company, posseduta al 25% dalla Bendix. Nel 1937 la Bendix Home Laundry ebbe già la carica frontale.
Bendix Home Appliances, fondata da Judson Sayre, fu ceduta alla Avco Manufacturing Corporation. Nel 1956, Avco cedette Bendix Home Appliances alla Philco.
Bendix produsse radio e televisori dopo la seconda guerra mondiale. Nel 1948 Bendix fornì anche la Ford Motor Company e altri costruttori come GM e Chrysler.

## Fusioni
Dagli anni '70 ai '90 la Bendix Corporation venne ceduta parzialmente alla Raytheon, AlliedSignal e altri.
Nel 1982 Bendix lanciò un'OPA verso Martin Marietta. Bendix comprò la maggioranza delle azioni Martin Marietta, ma Martin Marietta cedette il non-core businesses e lanciò a sua volta un take over su Bendix (Pac-Man defense). La United Technologies aiutò Martin Marietta. Bendix fu salvata da Allied Corporation. Bendix fu acquisita da Allied nel 1983. Allied Corporation, divenuta dopo AlliedSignal, comprò Honeywell e Bendix divenne un marchio Honeywell.
Nel 2002 Knorr-Bremse AG compra la divisione freni dalla Honeywell International Inc. e la Bendix Commercial Vehicle Systems diventa una sussidiaria di Knorr-Bremse AG.